# Olympische Winterspiele 2014/Eisschnelllauf – Teamverfolgung (Männer)
Die Teamverfolgung im Eisschnelllauf der Männer bei den Olympischen Winterspielen 2014 wurde am 21. und 22. Februar 2014 in der Adler Arena ausgetragen. Olympiasieger wurde die niederländische Mannschaft. Auf Platz 2 und 3 folgten die Teams aus Südkorea und Polen.

## Rekorde

### Bestehende Rekorde
| Weltrekord         | Koen Verweij, Jan Blokhuijsen, Sven Kramer  | 3:35,60 min | Salt Lake City | 16. November 2013 |
| Olympischer Rekord | Jan Blokhuijsen, Sven Kramer, Simon Kuipers | 3:39,95 min | Vancouver      | 27. Februar 2010  |

### Neue Rekorde
| Olympischer Rekord | Jan Blokhuijsen, Sven Kramer, Koen Verweij | 3:37,71 min | 22. Februar 2014 |

## Ergebnisse
Am 24. November 2017 wurde die russische Mannschaft aufgrund eines Dopingvergehens von Alexander Rumjanzew disqualifiziert. Am 22. Dezember 2017 wurde auch Iwan Skobrew gesperrt. Im Januar 2018 gingen sie vor dem Internationalen Sportgerichtshof erfolgreich gegen diese Entscheidung vor. Die Ergebnisse wurden wieder gewertet.

### Viertelfinale
| Rang            | Nation             | Athleten                                                       | Zeit (min) | Defizit (s) | Qualifikation |
| --------------- | ------------------ | -------------------------------------------------------------- | ---------- | ----------- | ------------- |
| Viertelfinale 1 |                    |                                                                |            |             |               |
| 1               | Kanada             | Mathieu Giroux Lucas Makowsky Denny Morrison                   | 3:43,30    |             | Halbfinale 1  |
| 2               | Vereinigte Staaten | Shani Davis Brian Hansen Jonathan Kuck                         | 3:46,82    | +3,52       | D-Finale      |
| Viertelfinale 2 |                    |                                                                |            |             |               |
| 1               | Südkorea           | Joo Hyong-jun Kim Cheol-min Lee Seung-hoon                     | 3:40,84    |             | Halbfinale 1  |
| 2               | Russland           | Denis Juskow Alexander Rumjanzew Iwan Skobrew                  | 3:44,22    | +3,38       | C-Finale      |
| Viertelfinale 3 |                    |                                                                |            |             |               |
| 1               | Polen              | Zbigniew Bródka Konrad Niedźwiedzki Jan Szymański              | 3:42,78    |             | Halbfinale 2  |
| 2               | Norwegen           | Håvard Bøkko Håvard Holmefjord Lorentzen Sverre Lunde Pedersen | 3:43,19    | +0,41       | C-Finale      |
| Viertelfinale 4 |                    |                                                                |            |             |               |
| 1               | Niederlande        | Jan Blokhuijsen Sven Kramer Koen Verweij                       | 3:44,48    |             | Halbfinale 2  |
| 2               | Frankreich         | Alexis Contin Ewen Fernandez Benjamin Macé                     | 3:53,17    | +8,69       | D-Finale      |

### Endrunde
|  | Halbfinale  | Halbfinale  | Halbfinale  |  |             | A-Finale         | A-Finale    | A-Finale    |
|  |             |             |             |  |             |                  |             |             |
|  | 21. Februar |             |             |  |             |                  |             |             |
|  |             | Niederlande | 3:40,79 min |  |             |                  |             |             |
|  |             | Polen       | 3:52,08 min |  |             | 22. Februar      | 22. Februar | 22. Februar |
|  |             |             |             |  | Niederlande | 3:37,71 min (OR) |             |             |
|  | 21. Februar | 21. Februar | 21. Februar |  |             | Südkorea         | 3:40,85 min |             |
|  |             | Südkorea    | 3:42,32 min |  |             |                  |             |             |
|  |             | Kanada      | 3:45,28 min |  |             | B-Finale         | B-Finale    | B-Finale    |
|  |             |             |             |  |             |                  | Polen       | 3:41,94 min |
|  |             | Kanada      | 3:44,27 min |  |             |                  |             |             |
|  |             |             |             |  |             | 22. Februar      |             |             |

|  | C-Finale |          |             |
|  |          |          |             |
|  |          |          |             |
|  | 1        | Norwegen | 3:44,91 min |
|  | 2        | Russland | 3:49,85 min |

|  | D-Finale |                    |             |
|  |          |                    |             |
|  |          |                    |             |
|  | 1        | Vereinigte Staaten | 3:46,50 min |
|  | 2        | Frankreich         | 3:51,76 min |

### Endstand
| Rang | Nation             | Besetzung                                                                           |
| ---- | ------------------ | ----------------------------------------------------------------------------------- |
| 1    | Niederlande        | Jan Blokhuijsen Sven Kramer Koen Verweij                                            |
| 2    | Südkorea           | Joo Hyong-jun Kim Cheol-min Lee Seung-hoon                                          |
| 3    | Polen              | Zbigniew Bródka Konrad Niedźwiedzki Jan Szymański                                   |
| 4    | Kanada             | Mathieu Giroux Lucas Makowsky Denny Morrison                                        |
| 5    | Norwegen           | Håvard Bøkko Håvard Holmefjord Lorentzen Simen Spieler Nilsen Sverre Lunde Pedersen |
| 6    | Russland           | Alexei Jessin Denis Juskow Alexander Rumjanzew Iwan Skobrew                         |
| 7    | Vereinigte Staaten | Shani Davis Brian Hansen Jonathan Kuck Joey Mantia                                  |
| 8    | Frankreich         | Alexis Contin Ewen Fernandez Benjamin Macé                                          |